# Mojang Studios
Mojang Studios，非官方中文名魔赞工作室，是一家瑞典电子游戏开发商，总部设在斯德哥尔摩。该工作室由马库斯·佩尔松（Notch）于2009年创建，当时名为Mojang Specifications，继承了他两年前离开的一家同名企业Mojang Specifications AB的公司。Mojang于2009年开始开发沙盒游戏我的世界，这款游戏后来成为史上最畅销的电子游戏，并成为了一个成功的跨媒体IP。后于2010年更名为Mojang AB。带着离开《我的世界》的愿望，在2014年9月15日，微软旗下的Xbox游戏工作室（当时被称为微软工作室）以25億美元的價格收購Mojang，創辦人之一Notch及部分職員因此事離開Mojang，之后该工作室将《我的世界：故事模式》授权给了Telltale Games，并开发了《我的世界 地球》和《我的世界 地下城》。除了《我的世界》系列游戏外，Mojang还开发了2014年的电子卡游戏《卷轴》和2016年的回合制游戏王冠和议会以及Humble Bundle Game Jam中的各种游戏。在2020年5月，團隊重組並改名為Mojang Studios。
“Mojang”一词来自瑞典语“mojäng”（瑞典語發音：[mʊˈjɛŋ]，直译：「小工具」）。英语发音/ˈmoʊdʒæŋ/亦通用。

## 歷史
瑞典电子游戏设计人罗尔夫·詹森和马库斯·佩尔松于2003年开始在大型多人在线角色扮演游戏Wurm Online上开发游戏，马库斯·佩尔松也被称为Notch。当2007年这款游戏开始盈利时，罗尔夫·詹森和马库斯·佩尔松将他们的业务合并为Mojang specification AB。然而，在同年马库斯·佩尔松离开了这个项目，并希望重新使用公司的名字，因此罗尔夫·詹森将公司改名为Onetoofree AB，后来又改名为Code Club AB。

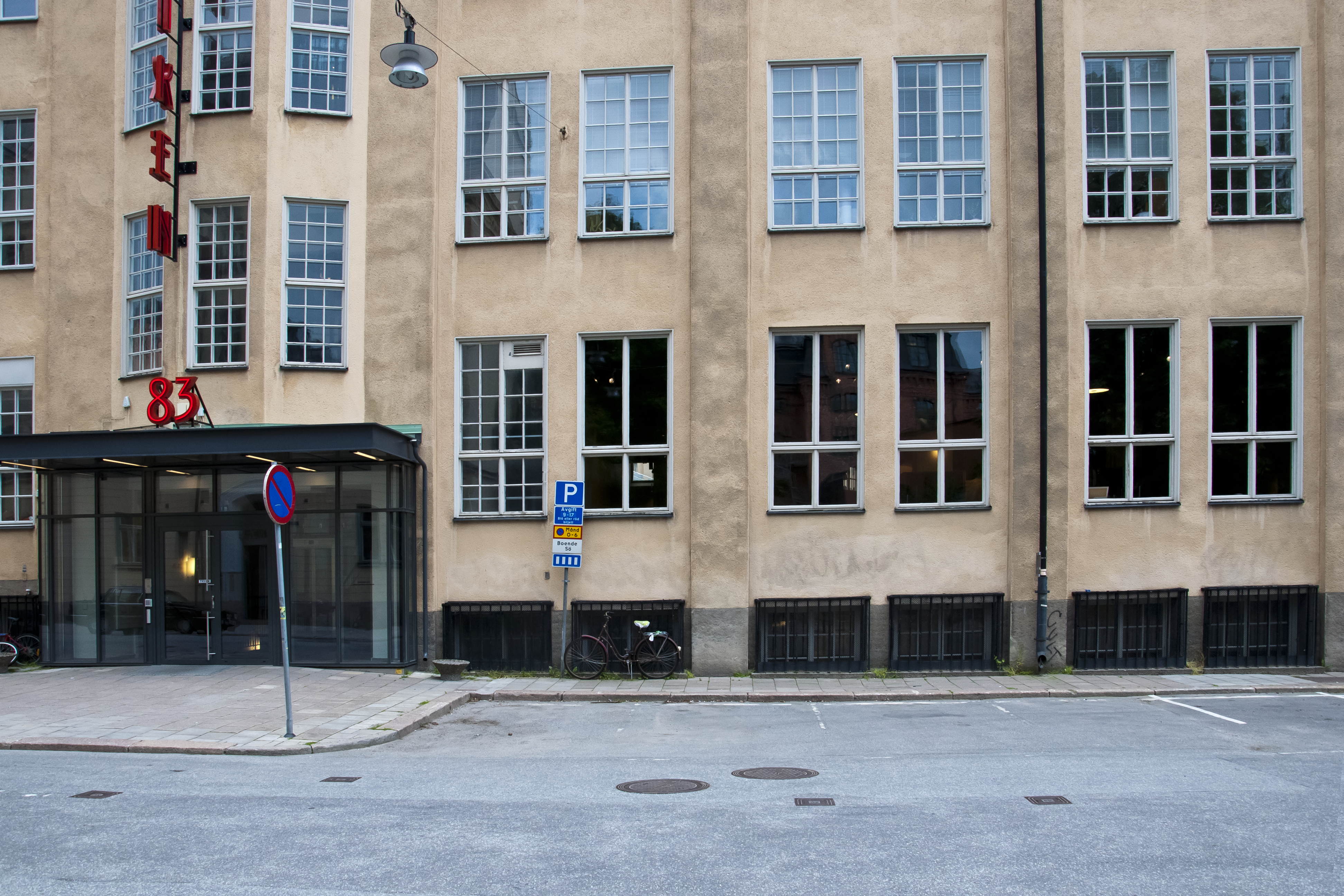
Mojang辦公室所在地，位於瑞典斯德哥爾摩瑪麗亞國道83號。

2009年，马库斯·佩尔松开始着手开发無盡礦工(Infiniminer)的克隆版本，这是一款由Zachtronics公司开发的游戏，并于当年早些时候发布。使用了他为早期项目RubyDung创建的资产和部分引擎代码，并通过上传至YouTube的视频展示了该游戏的最初原型，该视频于当年5月开始发布。这款游戏的第一个alpha版本，即现在的《我的世界》，于2009年5月17日发布，随后从2009年6月13日开始接受完整版的预订，马库斯·佩尔松在游戏发布时重新使用了“Mojang specification”的名字。所有的销售都直接通过Minecraft的网站进行，因此佩尔松不必与第三方分享收入。在不到一个月的时间里，《我的世界》已经为佩尔松创造了足够的收入，让他能够从日常工作中抽出时间，将更多的时间投入到《我的世界》的开发中。
2010年9月，马库斯·佩尔松前往美國华盛顿州贝尔维尤的电子游戏公司威尔乌办公室去“喝杯咖啡”。在办公室里，佩尔松参加了一个编程练习，并与加布·纽维尔（英語：Gabe Newell）见了面，之后他得到了该公司的一份工作。他拒绝了这个提议，而是通过Skype找到了相识5年的雅各布·普尔策，并打电话，问他是否愿意帮助他建立一个基于Mojang specification的企业。随后，马库斯·佩尔松和雅各布·波尔塞将Mojang specification合并为Mojang AB。由于双方都希望专注于游戏开发而不是业务，Mojang聘请了卡尔·曼内赫德担任CEO，他是马库斯·佩尔松的前雇主jAlbum的经理。其他重要的招聘包括作为业务开发人员的“Kappische”Kaplan，作为艺术总监的“Junkboy”Toivonen和作为游戏设计师的Jens“Jeb”Bergensten。
在短短一年之內，此公司已擁有12名員工，完成開發《Cobalt》，並且已經開始了《Scrolls》的開發工作。
2011年1月12日，《我的世界》的注册账号达到了100万个，在接下来的6个月里，上升到了1,000万个。持续的成功促使Mojang开始为移动设备开发新版本的《我的世界》。由于在移动设备上与《我的世界》的Java框架不兼容，所以新版本采用C++编写。另一个版本，最初是为Xbox 360开发的，外包给了总部位于苏格兰的4J Studios，也使用C++开发。2011年3月，Mojang发布了一款名为《卷轴》的数字收藏卡游戏。Mojang试图将这款游戏的名字注册为商标，结果与拥有《上古卷轴》系列商标的ZeniMax Media打了一场官司，原因是这两款游戏有相似之处。8月，Mojang聘请了艺术家亨里克·佩特森。《我的世界》最终于2011年11月发布测试版，并在MineCon MineCon是《我的世界》的专用大会活动的舞台上宣布了这一消息。
2011年，Napster联合创始人、Facebook前总裁西恩·帕克（英語：Sean Parker）提出投资Mojang，但遭到了拒绝。Mojang排除了通过出售或成为一家上市公司来维持其独立性的可能性，据说正是这种独立性为《我的世界》的成功做出了巨大贡献。到2012年3月，《我的世界》已售出500万份，总收入达8000万美元。去年11月，该公司有25名员工。在2012年3月底，佩爾松透露他將開發一個以太空為基礎的遊戲。於4月4日，Mojang正式公佈此遊戲的名稱為「0x10c」，其故事設定於公元281,474,976,712,644年的一個平行宇宙裡。在那年的9月，Mojang開始與聯合國人居署合作進行一項名為「Block by Block」的計劃，該計劃讓Minecraft玩家在遊戲中建造一些村落作為於肯尼亞建造村落的藍圖。2012年的总收入为2.377亿美元。2013年，Mojang针对树莓派(Raspberry Pi)设备发布了以教育为重点的《我的世界》(Minecraft)版本，在与微软就该游戏的控制台版本在微软平台上的可用性达成排他性条款后，Mojang宣布该游戏适用于PlayStation 3、PlayStation 4和PlayStation Vita。2013年10月，Manneh的孪生兄弟乔纳斯·马滕森被任命为Mojang的副总裁，他曾在赌博游戏公司Betsson工作。2013年，Mojang的总收入为3.3亿美元，其中包括1.29亿美元的利润。
2014年9月15日，微软和Mojang共同宣布，微软以25亿美元收购Mojang。馬庫斯·佩爾松在本次收購中獲得了17.5億美元。收購後，馬庫斯·佩爾松、Mojang CEO Carl Manneh和Mojang共同創辦人Jakob Porser將會離開Mojang。同時Mojang稱，《Minecraft》不會從其他平台（如PlayStation、移動設備等）上消失。

## 開發的遊戲
| 名稱                  | 年份 | 類型                 | 註釋                                                                      |
| --------------------- | --- | -------------------- | ------------------------------------------------------------------------- |
| Minecraft             | 2011年（正式發布） 2011年（攜帶版）（2014年 Amazon Fire TV,Windows Phone版)(2015年 Windows 10版) 2012年（Xbox 360版） 2013年（樹莓派版） 2013年（PlayStation 3版） 2014年（Xbox One、PlayStation 4、PlayStation Vita版） 2015年（Wii U版） | 第一人称视角沙盒遊戲 | 測試版本於2009年9月發佈                                                   |
| Cobalt                | 2011年（測試版） | 动作橫向捲軸遊戲     | 首個第三方發佈的遊戲                                                      |
| Scrolls               | 2014年（2013年發佈測試版） | 電子角色扮演遊戲     | 正式發布後，遊戲擴展到不同平台，例如Android                               |
| 0x10c                 | 已取消 | 太空飛行沙盒遊戲     |                                                                           |
| Minecraft: Story Mode | 2015年 （已于2019年6月25日因开发商Telltale Games关闭而停服） | 动作游戏             | 由Telltale Games制作，由Mojang发行。                                      |
| Minecraft Earth       | 2019年 （已于2021年6月30日因为新冠疫情停服并下架） | 虛擬實境沙盒手機遊戲 | 玩家可以在Minecraft網站註冊，以便優先下載及遊玩。玩家年龄必须要超过18岁。 |
| Minecraft Dungeons    | 2020年 | 動作角色扮演遊戲     | 使用虛幻引擎4運行。                                                       |
| Minecraft Legends     | 2023年 | 即时动作战略游戏     |                                                                           |

直到2012年7月為止，Mojang一直都在和另一間遊戲開發公司共同開發電子《Rex Kwon Do》。但當開發工程到了一個重要階段時，Mojang卻因對項目缺乏參與度和影響力為由停止合作關係。

### 小遊戲
| 名稱                    | 年份             | 類型         |
| ----------------------- | ---------------- | ------------ |
| Catacomb Snatch         | 2012年（Mojam）  | 射擊遊戲     |
| Endless Nuclear Kittens | 2013年（Mojam2） | 动作游戏     |
| Nuclear Pizza War       | 2013年（Mojam2） | 射擊遊戲     |
| Battle Frogs            | 2013年（Mojam2） | 橫向捲軸遊戲 |

## 訴訟案

### ZeniMax Media訴Mojang AB
贝塞斯达软件公司的母公司ZeniMax Media於2011年9月27日起訴Mojang計劃將其開發的遊戲Scrolls註冊商標，侵犯了貝塞斯達開發的遊戲系列上古卷軸（The Elder Scrolls）的版權。於10月18日，馬庫斯·佩爾松公佈Mojang勝出訴訟案，但貝塞斯達仍能提出上訴。於2012年3月，Mojang與贝塞斯达達成和解，Mojang決定放棄為Scrolls註冊商標，但贝塞斯达亦不能阻止Mojang使用「Scrolls」作為遊戲名稱。在此期間，佩爾松開玩笑地邀請貝塞斯達與他進行一場《雷神之锤III竞技场》遊戲來解決糾紛。

### Uniloc美國訴Mojang AB
2012年7月20日，Uniloc起訴Mojang，指出《我的世界攜帶版》侵犯了Uniloc在Android設備上檢查許可證的專利權。之後，Uniloc收到大量投訴郵件。因此，Uniloc創辦人里克·理查森發表聲明，指起訴Mojang並不是他的決定。

### 噗噗娛樂中心訴Mojang AB
2013年6月25日，噗噗娛樂中心（Putt-Putt Fun Center）起訴Mojang允許Youtube上的Minecraft影片使用「Putt-Putt」作為影片名稱。

## 對互聯網自由的立場
佩爾松於2012年1月13日在Twitter上指出Mojang會「默默地關閉minecraft.net和mojang.com」以抗議美國國會準備表決的《禁止網絡盜版法案》（SOPA）和《保護知識產權法案》（PIPA）。他亦指出「任何理智的人都不會支持SOPA。我不知道我們是否理智的，但我們堅決，毫不妥協地反對SOPA和任何類似的法例」。